# تپه نوروزآباد ۱
تپه نوروزآباد ۱ مربوط به دوره اشکانیان - دوره سلجوقیان است و در شهرستان کرمانشاه، بخش مرکزی، دهستان میان دربند، ۶۰۰ متری شمال شرقی روستای نوروزآباد واقع شده و این اثر در تاریخ ۲۶ اسفند ۱۳۸۷ با شمارهٔ ثبت ۲۵۴۱۹ به‌عنوان یکی از آثار ملی ایران به ثبت رسیده است.